# Strasburgerzelle
Die Strasburgerzelle ist eine proteinhaltige Parenchymzelle im Phloem der Nacktsamer und Farne. Sie übernimmt dort die Rolle der Geleitzelle der Bedecktsamer. Man geht davon aus, dass die Strasburgerzelle den Stoffwechsel der Siebzellen unterstützt und für den aktiven Stofftransport zwischen der Siebzelle und dem umgebenden Transformationsparenchym verantwortlich ist. Auch wirkt sie als Vermittler zwischen Rindenstrahlparenchymzellen und reifen Siebzellen.

## Entdeckung
Entdeckt wurde der Zelltyp von Eduard Strasburger, der als berühmter Botaniker des 19. Jahrhunderts auch den so genannten „Strasburger“ (das Lehrbuch der Botanik für Hochschulen) herausgegeben hat. Untersuchungen zum Aufbau und zur Funktion der Strasburgerzellen fanden vor allem an Nadelblättern der Gattung Pinus statt.

## Entstehung
Anders als die Geleitzelle geht die Strasburgerzelle aus Kambiumzellen hervor. Sie entsteht nicht durch inäquale Teilung einer „Siebröhrenmutterzelle“, die sich in Siebröhre und Geleitzelle teilt. Die Strasburgerzelle ist wie die Geleitzelle über viele Plasmodesmen mit den Siebröhrenelementen verbunden. Sie gehört damit zum Phloem, dem Leitgewebe für Assimilate.

## Stoffwechsel
Die Strasburgerzelle besitzt viele Mitochondrien und viel dekondensierte DNA, was auf rege RNA-Synthese hindeutet. Sie weist eine hohe Stoffwechseltätigkeit auf und ist reich an Proteinen und Vakuolen, aber relativ arm an Kohlenhydraten. Strasburgerzellen weisen dadurch einen ausgeprägten Drüsencharakter auf.